# 문옥현
문옥현(1947년 11월 12일 ~ )는 대한민국의 성우이다. 1967년 KBS에 입사했으며, 현재는 KBS 9기로 입사했으며 1970년부터 한국방송 성우극회 소속 프리랜서로 활동 중이다

## 주요 출연작품

### 애니메이션
- 개구쟁이 스머프 (KBS) - 덩치 / 투덜이 / 호가타
- 그레이트 마징가 (KBS)
- 날아라 태극호 (KBS)
- 달려라 부메랑 (SBS) - 나왈구
- 로미오의 푸른하늘 (KBS) - 알프레도
- 샛별공주 (KBS) - 심바
- 요술공주 밍키 (SBS) - 밍키 엄마 / 크랜 왕자
- 이상한 나라의 앨리스 (KBS) - 베니
- 인어공주 나나 (KBS) - 해설

### 영화
- 800 블렛 (SBS) - 안젤레스(베르타 오제아)
- 골든 차일드 (KBS)
- 그랑 블루 (KBS) - 엔조의 어머니(알레산드라 바졸레르)
- 막을 올려라 (KBS) - 다티 (캐롤 버넷)
- 명탐정 디씨 (KBS)
- 미스틱 피자 (SBS)
- 백야 (KBS) - 드보르닉 (갈리나 포메란체바)
- 뱀파이어와의 인터뷰 (KBS) - 귀족(라일라 헤이 오웬)
- 블랙 아웃 (SBS) - 집주인(베로니카 카트라이트)
- 비각칠 2 (SBS) - 아천의 아내(정상)
- 사소한 이야기들 (KBS)
- 새벽의 비밀 (KBS)
- 성룡의 빅타임 (KBS)
- 스팅 (KBS)
- 스페이스 카우보이 (SBS)
- 스피드 (KBS) - 헬렌 (베스 그랜트)
- 슬리핑 딕셔너리 (SBS) - 자스민 (크리스토퍼 링 리 이언)
- 식스티 세컨즈 (SBS) - 레인스 부인 (그레이스 자브리스키)
- 아름다운 시절 (KBS) - 애니 (버깃 새돌린)
- 왓 라이즈 비니스 (SBS)
- 올 파이어드 업 (SBS)
- 이완 맥그리거의 인질 (KBS) - 셀린느 어머니 (주디스 아이비)
- 일요일의 아이들 (KBS)
- 제8요일 (SBS)
- 젠 엑스 캅 (SBS) - 경찰서장(임소음)
- 채플린 (KBS) - 어머니 (제럴딘 채플린)
- 투명인간 (KBS) - 데비스 (캐롤 블라록)
- 툼 레이더 2: 판도라의 상자 (SBS) - 대만 주민(셜리 챈트렐)
- 파라다이스 로드 (KBS) - 드리먼트 (폴린 콜린스)
- 퍼펙트 스톰 (SBS) - 에델 (자넷 라이트)
- 한 발로 선 세상 (KBS) - 안네로제
- 한 여름밤의 미소 (KBS) - 말라(걸 나토르프) / 비타(줄리안 킨달)
- 할리우드 박사 (KBS)
- 해리가 샐리를 만났을 때 (SBS) - 노년 부부(프란시스 채니)
- 더티 해리 4 - 써든 임팩트 (KBS)
- 화양연화 (KBS)
- 7월의 축제 (KBS) - 엄마 (제마 존스)

### 외화
- 정무문 (HBS) - 후미코 엄마